# Грицевичи (Клецкий район)
Грицевичи (бел. Грыцэвічы) — агрогородок в Клецком районе Минской области Белоруссии. Административный центр Грицевичского сельсовета. Население 534 человека (2009).

## География
Грицевичи находятся в 11 км к юго-востоку от райцентра, города Клецк. Село стоит на левом берегу реки Лань. Возле села проходит автодорога Р43 (Ивацевичи — Бобруйск — Рославль) на участке Синявка — Слуцк. Ещё одна дорога ведёт в Клецк, где находятся ближайшая ж/д станция железнодорожной ветки Слуцк — Барановичи и автовокзал.

## Культура
- Грицевичский Дом культуры

## Достопримечательности
- Православная церковь Святых апостолов Петра и Павла. В Грицевичах существовала старинная деревянная церковь, но она была уничтожена в 60-х годах XX-го века. В начале XXI века возведено новое здание деревянной церкви
- Некогда существовавшая в Грицевичах усадьба не сохранилась. Последней хозяйкой имения была Алина Рейтан (Гартинг) [1]. До этого в XVIII веке владельцами имения были Булгарины. Не раз про Грицевичи упоминает в своих мемуарах[2] Ф. Булгарин. Отец критика Бенедикт Булгарин продал четверть имения генералу Вендорфу, остальные три четверти были распределены между кредиторами за долги в конце XVIII века.